# Afonso Ermigues do Amaral
Afonso Ermigues do Amaral (1150-1245) foi um nobre e Cavaleiro medieval do Reino de Portugal, foi detentor do Senhorio da Quinta de Amaral e igualmente do lugar do Amaral, sendo que foi destas terras que pela primeira vez tomou o apelido Amaral. 
A localidade de Amaral localizam-se no termo da Vila de São Pedro do Sul e São Cipriano, Distrito de Viseu, como fica provado nas Inquirições Gerais mandadas fazer pelo rei D. Afonso III de Portugal.
Durante o reinado de D. Sancho II de Portugal tomou posse das do Souto de Lourosa de deteve o Senhorio. 

## Relações familiares
Foi filho de Ermigo Pais de Matos e Sirqueiros (1220-?) e de Mécia Soeiro Cardoso, filha de Soeiro Cardoso. Foi pai de:
1. Martim Afonso do Amaral (1200-?) Senhor do Amaral.